# Inocybaceae
Inocybaceae es una familia de hongos del orden Agaricales. Esta familia contiene quince géneros y más de trescientas especies. Los miembros de esta familia tienen una amplia distribución en zonas tropicales y templadas. 
El género Inocybe, tradicionalmente ha sido colocado dentro de los géneros de la familia Cortinariaceae. A pesar de ello  Jülich en el año 1982 puso el género en su propia familia, Inocybaceae.

## Géneros
- Astrosporina
- Auritella
- Chromocyphella
- Crepidotus
- Episphaeria
- Flammulaster
- Inocybe
- Pellidiscus
- Phaeomarasmius
- Phaeomyces
- Phaeosolenia
- Pleuroflammula
- Pleurotellus
- Simocybe
- Tubaria